# Selago polystachya
Selago polystachya är en flenörtsväxtart som beskrevs av Carl von Linné. Selago polystachya ingår i släktet Selago och familjen flenörtsväxter. Inga underarter finns listade i Catalogue of Life.